# Lycianthes chiapensis
Lycianthes chiapensis là loài thực vật có hoa trong họ Cà. Loài này được (Brandegee) Standl. mô tả khoa học đầu tiên năm 1936.